# Contract Research Organisation
Contract Research Organisation ( CRO)  eller Clinical Research Organization, er et privat firma, som påtager sig at udføre klinisk forskning  for farmaceutiske og biotekniske virksomheder, i forbindelse medmedikamenter og  og medikale hjælpemidler.
Det forudsættes at CROen opfylder alle internationalt fastsatte krav og almene etiske regler i forbindelse med forskning, forsøg  og afprøvning af forsningsentreprisen.

## Definition
Definitionen for en CRO er:
En person eller en organisation, kommerciel, akademisk eller andet, som tegner kontrakt med udbyder for at udføre et eller flere forsøg i forbindelse med relevant udbudsmateriale

## Top 10 CRO’s, anno 2010
Nedenstående liste er baseret på informationer fra  Medibix. 
1. Quintiles
2. Pharmaceutical Product Development (PPD)
3. Covance
4. Charles River Laboratories (CRL)
5. Parexel
6. ICON
7. Kendle
8. PharmaNet Development Group
9. PRA International
10. 4G Pharmacovigilance LLP